# André Teeuw
André (A.E.) Teeuw (1946) is een Nederlands bankier en bestuurder.

## Leven en werk
Teeuw werd in 1946 geboren. Hij studeerde economie, maar hij voltooide deze studie niet. Hij begon zijn carrière bij de ABN AMRO Bank en daarna was Teeuw werkzaam bij MeesPierson. Bij deze banken vervulde hij diverse commerciële functies. Nadien bekleedde hij verschillende bestuursfuncties bij de WestlandUtrecht Bank. Van 1987 tot 2000 was Teeuw achtereenvolgens algemeen directeur van Barclays de Zoete Wedd Nederland, zowel ceo van Barclays Duitsland als van Barclays de Zoete Wedd Duitsland en directeur commercieel- en  investeringsbankieren Europa bij de Barclays Bank. Van 2003 tot 2005 werkte hij als bestuursvoorzitter van BinckBank. Thans is Teeuw onder meer president-commissaris van RDC Datacentrum NV, commissaris bij Eurocommercial Properties NV en voorzitter van de raad van advies van HiQ Invest Market Neutral Fund.